# ك. هولاند
ك. هولاند (1785 بإنجلترا في المملكة المتحدة - ) (بالإنجليزية: C. Holland)‏ هو لاعب كريكت بريطاني. لعب مع Homerton Cricket Club ‏.